# Gravité quantique
Pour les articles homonymes, voir quantique.
La gravité quantique est une branche de la physique théorique tentant d'unifier la mécanique quantique et la relativité générale.
Une telle théorie permettrait notamment de comprendre les phénomènes impliquant de grandes quantités de matière ou d'énergie sur de petites dimensions spatiales, tels que les trous noirs ou l'origine de l'Univers.
L'approche générale utilisée pour obtenir une théorie de la gravité quantique est, présumant que la théorie sous-jacente doit être simple et élégante, d'examiner les symétries et indices permettant de combiner la mécanique quantique et la relativité générale en une théorie globale unifiée.

## Problématique
La plupart des difficultés de cette unification proviennent des suppositions radicalement différentes de ces théories sur la structure et le fonctionnement de l'univers :
La mécanique quantique postule en effet que des particules (quanta) de médiation correspondent à chacune des forces utilisées dans l'espace-temps dit "plat" (c'est-à dire euclidien ou pseudo-euclidien) de la mécanique newtonienne ou de la relativité restreinte, tandis que la théorie de la relativité générale modélise la gravité comme une courbure d'un espace-temps pseudo-riemannien dont le rayon est proportionnel à la densité d'énergie (masse ou autre).
Dans la manière même de poser le cadre d'espace-temps, la relativité générale a d'autres postulats ou conclusions non partagés par la mécanique quantique. Par exemple, en relativité générale, la gravité entraîne une dilatation du temps, alors que la mécanique quantique se fonde sur un temps uniforme. En outre, la relativité prédit que le volume propre est également affecté par la gravité, alors que la mécanique quantique ne reconnaît pas un effet gravitationnel sur le volume.
Une difficulté supplémentaire vient du succès de la mécanique quantique comme de la théorie de la relativité générale : toutes deux sont couronnées de succès, leurs hypothèses se vérifient (découverte du boson de Higgs en 2012 pour la mécanique quantique et son modèle standard, ondes gravitationnelles en 2015 pour la relativité générale) et aucun phénomène ne les contredit. On considère donc que ces deux théories doivent être deux approximations d'une même théorie unifiée, au même titre que la mécanique newtonienne est une bonne approximation de la mécanique relativiste.
Cependant les énergies et conditions auxquelles la gravité quantique pourrait être vérifiée sont celles de l'échelle de Planck, et sont donc inaccessibles à notre technologie. Aussi aucune observation expérimentale n'est disponible pour donner des indices sur la façon de les combiner.
Or les voies les plus triviales pour combiner ces deux théories (telles que traiter la gravité comme un champ possédant une particule de médiation : le graviton) se heurtent au problème de renormalisation. En effet la gravité est sensible à la masse, donc d'après le principe d'équivalence de la masse et de l'énergie en relativité restreinte, elle est aussi sensible à l'énergie. Un graviton doit donc interagir avec lui-même, ce qui crée de nouveaux gravitons qui à leur tour interagissent à nouveau. Il apparaît donc des valeurs d'énergie infinies qui ne peuvent être éliminées.

## Approches candidates
- La première tentative de rectifier la non-renormalisabilité de la gravitation a été de rajouter l'ingrédient de la supersymétrie afin de relier le comportement du graviton à celui des autres particules de spin plus petit et adoucir ainsi les divergences de la théorie. Le résultat porte le nom de théorie de supergravité. Malgré un comportement meilleur aux énergies élevées, une analyse dimensionnelle de la constante de couplage de la théorie (c'est-à-dire la constante de Newton) suggère fortement que les divergences subsistent et ainsi que ces théories doivent être remplacées par une théorie plus complète à l'approche de l'échelle de Planck. La question de l'apparition de divergences ultra-violettes dans le traitement perturbatif de la théorie est cependant toujours une question ouverte en 2019. En effet, les calculs explicites récents, réalisés avec des techniques contemporaines court-circuitant l'utilisation fastidieuse des diagrammes de Feynman pour les calculs perturbatifs d'ordre élevé, ont révélé l'existence de propriétés jusqu'alors invisibles dans une formulation lagrangienne de la théorie. De fait, sous l'effet d'annulations inattendues, les divergences se trouvent repoussées aux ordres plus élevés, légèrement hors de portée calculatoire en 2018[2].
- La théorie M souvent dénommée théorie des cordes pour des raisons historiques, ou encore, plus précisément la théorie des supercordes est une tentative non seulement de description quantique de la gravité mais également des autres interactions fondamentales présentes dans le modèle standard de la physique des particules. Les différents modèles de la théorie des cordes sont parfaitement définis d'un point de vue quantique et de façon remarquable admettent les théories de supergravité comme théories effectives à basse énergie. En ce sens les théories des cordes fournissent une description microscopique, on parle aussi de complétion ultraviolette, aux théories de supergravité. C'est en 2021 la branche de ce domaine la plus active par le nombre de chercheurs et de publications.
- La gravitation quantique à boucles introduite par Lee Smolin et Carlo Rovelli sur la base du formalisme d'Ashtekar s'attache à présenter une formulation quantique de la gravité explicitement indépendante d'une éventuelle métrique de fond (contrairement à la description actuelle de la théorie des cordes, même si elle inclut également la symétrie de reparamétrisation comme sous-ensemble de ses symétries), ce qui est un effort naturel conforme à l'esprit de la relativité générale. Contrairement à la théorie des cordes, la gravitation quantique à boucle ne se donne pas comme but de décrire également les autres interactions fondamentales. Elle ne se veut donc pas une théorie du tout.
- La géométrie non commutative a été proposée par Alain Connes notamment, pour reconstruire le modèle standard par réduction dimensionnelle de la relativité générale sur une variété non-commutative dans l'esprit de la théorie de Kaluza-Klein cherchant à reproduire l'électromagnétisme par réduction dimensionnelle de la relativité générale sur un cercle. Cependant son analyse se fonde sur une description classique du modèle standard et la quantification de son modèle n'est pas encore développée : ce n'est donc pas encore une description quantique de la gravité.
- Avec des notions en commun avec ce dernier, le dilaton fait sa première apparition dans la théorie de Kaluza-Klein. En 2007, il apparaît dans le problème de plusieurs corps à dimensions réduites[3] basé sur la théorie des champs de Roman Jackiw. La motivation vient de vouloir obtenir les solutions analytiques complètes pour la métrique du problème covariant de N corps, un but difficile et presque illusoire en relativité générale. Pour simplifier le problème, le nombre de dimensions a été réduit à (1+1), c'est-à-dire une dimension spatiale et une dimension temporelle. Le modèle obtenu est appelé R=T (par rapport à G=T de la relativité générale). Non seulement on peut obtenir des solutions exactes en termes d'une généralisation de la fonction W de Lambert, le dilaton est gouverné par l'équation de Schrödinger et par conséquent, la quantification s'applique. On obtient donc une théorie qui combine (et joint de façon naturelle) la gravité (d'origine géométrique), l'électromagnétisme et la mécanique quantique.  Auparavant, la généralisation de cette théorie pour des dimensions plus hautes n'était pas claire. En revanche, une dérivation en (3+1) dimensions, proposée en 2016, pour un choix particulier de conditions de coordonnées, fournit un résultat similaire, c'est-à-dire que le champ du dilaton est gouverné par une équation de Schrödinger avec non-linéarité logarithmique[4] qui apparait dans la physique de la matière condensée et les superfluides.  De plus, ces résultats sont intéressants compte tenu de la ressemblance entre le dilaton et le boson de Higgs[5]. Néanmoins, seule l’expérimentation pourra résoudre la relation entre ces deux particules. Certains scientifiques ayant étudié la dimension « 4+1 » ont démontré qu'elle pouvait être prise en compte[réf. nécessaire].
- La théorie des twisteurs de Roger Penrose proposée dans les années 1970 a introduit un nouveau formalisme permettant l'étude des solutions des équations de la relativité générale et à ce titre aurait pu offrir un meilleur point de départ pour la quantification de celle-ci. Mais les efforts dans ce sens n'ont pas abouti et le projet de quantification par cette voie est abandonné en 2019. Par contre le formalisme de twisteur reste utile dans le cadre de la relativité et a même connu un regain d'intérêt en 2007 dans le cadre de l'étude de la théorie de Yang-Mills via la théorie des cordes (travaux de Witten sur ce dernier point)[6].
- Il existe aussi des tentatives théoriques de réconcilier la physique quantique (des trois autres interactions fondamentales) avec une gravitation non quantique, avec ou sans quantification de l'espace-temps lui-même[7].

## Essais expérimentaux
Les effets de la gravité quantique sont extrêmement difficiles à tester. C'est pour cette raison que la possibilité de tester expérimentalement la gravité quantique n'a pas reçu beaucoup d'attention avant la fin des années 1990. Cependant, au cours des années 2000, les physiciens ont réalisé qu'établir la preuve des effets gravitationnels quantiques pourrait les guider dans le développement de la théorie. Le domaine obtient depuis une attention accrue,.

### Objet quantique dans un champ gravitationnel non quantique
Bien qu'il n'existe pas de description quantique de la gravité (et donc de son origine), il est possible de déterminer le comportement d'un objet quantique en présence d'une gravité classique. Prédire le mouvement d'une particule dans un champ de gravité (on utilise l'expression newtonienne de la gravité, suffisamment précise à cette échelle) est même un exercice classique pour les étudiants. Les niveaux d'énergie potentielle de pesanteur sont bien quantifiés, même si la gravité ne l'est pas.
L'expérience a depuis été réalisée par Valery Nesvizhevsky à l'Institut Laue-Langevin de Grenoble, montrant que les neutrons se trouvent bien sur les trajectoires prédites par la mécanique quantique.

### Détection de gravitation quantique
Les théories les plus activement développées en 2021 sont, outre l'invariance de Lorentz, les effets des empreintes de gravitation quantique dans le fond diffus cosmologique (en particulier sa polarisation) et la décohérence induite par les fluctuations de la mousse quantique.
Les détections initialement faites lors de l'expérience BICEP ont d'abord été interprétées comme étant primordiales (modes-B|polarisation mode-B) et causées par des ondes gravitationnelles dans l'Univers primordial. Si elles sont primordiales, ces ondes sont nées en tant que fluctuation quantique à l'intérieur du champ gravitationnel. Le cosmologiste Ken Olum a écrit : « Je crois que c'est la seule preuve observable que nous ayons qui nous montre la gravité quantifiée. Il s'agit d'ailleurs probablement de la seule preuve que nous aurons jamais. ».
En 2025, plusieurs voies sont explorées pour tester si la gravité est quantique ou non, indépendamment de la théorie. Fondées sur l'interaction gravitationnelle subie par des objets intriqués, elles se heurtent à la difficulté d'intriquer des objets suffisamment massifs pour qu'on détecte l'effet de la gravité mais pourraient être réalisées dans les décennies à venir.

## Théoriciens de la gravité quantique
- Nima Arkani-Hamed
- Abhay Ashtekar
- Astrid Eichhorn
- Albert Einstein
- Stephen Hawking
- Juan Maldacena
- Joseph Polchinski
- Alexandre Poliakov
- Carlo Rovelli
- Lee Smolin
- Leonard Susskind
- Thomas Thiemann
- Cumrun Vafa
- Edward Witten